# Martyn Woodroffe
Pour les articles homonymes, voir Woodroffe.
Martyn Woodroffe (né le 8 septembre 1950 à Cardiff) est un nageur britannique. Lors des Jeux olympiques d'été de 1968 disputés à Mexico il remporte la médaille d'argent dans les épreuves du 200m papillon.

## Palmarès
- médaille d'argent au 200m papillon aux Jeux olympiques de Mexico en 1968